# Bazràngides
Els bazràngides foren una mítica família reial local del sud de Pèrsia que governava durant el període arsàcida.
Sassan, un notable local ancestre dels sassànides, segons al-Tabari es va casar amb una dona anomenada Rāmbehešt d'una família anomenada "Bazrangi", molt maca i bella; fou la mare de Papak. Ardashir, el fundador efectiu de la dinastia sasssànida, fou enviat pel seu pare Papak a educar-se sota el preceptor Tīrī, que era un eunuc del rei Gōčehr d'Eṣṭaḵr (Ishtar) i més tard Ardashir va substituir Tīrī con oficial en cap (argbed) de Dārābgerd. Ardashir va aconseguir diverses conquestes locals i llavors va escriure al seu pare per demanar-li que es revoltés contra Gōčehr. Papak ho va fer i va matar a Gōčehr agafant el tron (vers l'any 205). És l'única vegada que Tabari esmenta a Gōčehr o a la família Bāzrangī i altres informacions sempre el tenen com a font.
No s'han trobat monedes amb els noms Gōčehr o Bāzrangī. S'ha suggerit que Bāzrang no seria un nom sinó un títol (el que porta la maça, o el que té un poder miraculós). Altres fonts parles de Bāzrang com un districte de les muntanyes Boir Aḥmadī on naixien els districtes Šīrīn i Šāḏkān i que seria el districte de Xusraw ud rēdag dels texts pahlavis, on es produïa un vi excel·lent.
Modernament hi ha dos pobles de nom Alt Bāzrang i Baix Bāzrang al districte de Behbahān al Khuzestan. Al folklore popular bāzrangī vol dir "persona salvatge".